# Juli & Julie
Juli & Julie sono stati un duo musicale italiano composto dai cantanti Giulio Todrani (Juli) e Angela Cracchiolo (Julie) e attivo fra gli anni settanta e gli anni ottanta.

## Storia
Il duo nasce nel 1974. Giulio Todrani aveva già all'attivo alcuni 45 giri per la Dischi Ricordi con lo pseudonimo Giulio Sangermano, mentre Angela Cracchiolo si era presentata al pubblico come Angela Bini, partecipando a Un disco per l'estate 1970 col brano Tu felicità, e poi come Angela Bi.
I due vengono scoperti da Elio Palumbo che li mette sotto contratto per la sua etichetta, la Yep; il disco di esordio, il 45 giri Una storia d'amore, entra subito in classifica, come anche i successivi Amore mio perdonami, Poesie d'amore e Noi due e l'amore, tutte canzoni melodiche. Julie inoltre partecipa anche a incisioni di altri artisti della Yep: sua, ad esempio, la voce in Ninetta mia dall'album Prostituzione di Roberto Fogu e Marcello Ramoino.
Nel 1979 i due incidono Gioca, composta, arrangiata e prodotta da Victorio Pezzolla su testo di Luigi Albertelli, che diviene sigla della rubrica Lo sport del TG3.
Dopo altri dischi di minor successo commerciale – tra cui l'album Nell'azzurro, domani... una rondine (1979) contenente il brano Scusa, scritto per loro da Donatella Rettore – il duo decide di prendersi una pausa e Julie partecipa al Festival di Sanremo 1982 con Cuore bandito, mentre Juli nel 1984 pubblica un 45 giri di disco music con lo pseudonimo Neil Forte.
I due tornano a collaborare nel 1985 con il singolo Non spezzarmi il cuore e proseguono, senza più incidere ma solo per l'attività dal vivo, fino al 1989, dopodiché Todrani nel 1991 forma con altri musicisti il gruppo di rhythm 'n' blues e soul Io vorrei la pelle nera – nel quale fra l'altro debutta come corista la figlia Giorgia, allora ventenne – e pone così fine per sempre all'esperienza Juli & Julie.

## Discografia

### Album in studio
- 1975 – Una storia d'amore
- 1977 – Liti d'amore
- 1979 – Nell'azzurro, domani... una rondine
- 1980 – Perdermi

### Singoli
- 1975 – Una storia d'amore/Notte d'estate
- 1976 – Amore mio perdonami/Stare qui
- 1976 – Poesie d'amore/Ciao
- 1977 – Noi due e l'amore/Liti d'amore
- 1977 – Rondine/Eppure ti amo
- 1978 – Sconosciuti noi/Azzurro domani
- 1979 – Gioca
- 1979 – Perdermi
- 1985 – Non spezzarmi il cuore/Come far l'amore